# Bite the Bullet (1975)
Bite the Bullet is een Amerikaanse western uit 1975 onder regie van Richard Brooks.

## Verhaal
Colorado, begin van de 20e eeuw. Een Amerikaans dagblad richt een wedloop voor paarden in. Meerdere avontuurlijke etappes van honderden kilometers moeten afgelegd worden. De deelnemers zullen tot het uiterste van hun krachten moeten gaan en hun paard en zichzelf afjakkeren om de hoofdprijs van 2000 dollar binnen te halen. De winnaar moet het halen van een echt kampioenenpaard, een Engelse volbloed. 
Acht mannen en één vrouw starten in deze wedstrijd vol hindernissen. Onder hen twee onafscheidelijke voormalige cavaleriesoldaten, een oudere cowboy in slechte gezondheid, een Mexicaan met tandpijn en een Engelse gentleman die het puur uit liefde voor de paardensport doet. 

## Rolverdeling
| Acteur              | Personage         |
| ------------------- | ----------------- |
| Gene Hackman        | Sam Clayton       |
| James Coburn        | Luke Matthews     |
| Candice Bergen      | Miss Jones        |
| Ben Johnson         | Mister            |
| Ian Bannen          | Sir Harry Norfolk |
| Jan-Michael Vincent | Carbo             |
| Dabney Coleman      | Parker            |
| John McLiam         | Gebhardt          |
| Mario Arteaga       | de Mexicaan       |
| Sally Kirkland      | Honey             |
| Jean Willes         | Rosie             |